# Vivaldi Glacier
Vivaldi Glacier är en glaciär i Antarktis. Den ligger i Västantarktis. Argentina, Chile och Storbritannien gör anspråk på området. Vivaldi Glacier ligger 419 meter över havet.
Terrängen runt Vivaldi Glacier är huvudsakligen kuperad, men åt nordväst är den bergig. Trakten är obefolkad. Det finns inga samhällen i närheten.